# ブレントン・アヴドゥラ
ブレントン・アブドゥラ（Brenton Avdulla、香港表記：艾道拿、1991年1月18日 - ）はオーストラリアの騎手である。メルボルン出身。

## 来歴
2007年にオーストラリアで騎手免許を取得。
2017／18年シーズンにオーストラリアNSW地区で92勝を挙げ、リーディングを獲得。
同じオーストラリアで活躍するヒュー・ボウマンの紹介もあり、2018年8月4日より短期騎手免許を取得して初来日（ボウマンと同じく身元引受調教師は池江泰寿、契約馬主は吉田勝己）。8月4日小倉の九州スポーツ杯で5番人気エントリーチケットに騎乗し、通算7戦目でJRA初勝利を挙げた。同年12月にも再び短期免許で来日。2度の短期免許期間で合計18勝を挙げた。

## 成績

### オーストラリア
- 2015／16年　520戦59勝（オーストラリアNSW地区4位）[2]
- 2016／17年　552戦78.5勝[5]（オーストラリアNSW地区2位）[2]
- 2017／18年　569戦92勝（オーストラリアNSW地区1位）[2]

### 日本
|            | 日付          | 競馬場・開催    | 競走名                     | 馬名               | 頭数 | 人気 | 着順 |
| ---------- | ------------- | --------------- | -------------------------- | ------------------ | ---- | ---- | ---- |
| 初騎乗     | 2018年8月4日  | 2回小倉3日目2R  | 2歳未勝利                  | ギャップオブリアル | 9頭  | 7    | 5着  |
| 初勝利     | 2018年8月4日  | 2回小倉3日目11R | 九州スポーツ杯             | エントリーチケット | 11頭 | 5    | 1着  |
| 重賞初騎乗 | 2018年8月5日  | 2回小倉4日目11R | 小倉記念                   | ストロングタイタン | 12頭 | 4    | 12着 |
| GI初騎乗   | 2018年12月9日 | 5回阪神4日目11R | 阪神ジュベナイルフィリーズ | ベルスール         | 18頭 | 9    | 17着 |

## 主な勝ち鞍
- 2010年
  - フライトステークス（Secret Admirer）

- 2011年
  - ランドウィックギニーズ（Ilovethiscity）
  - エプソムハンデキャップ（Secret Admirer）

- 2014年
  - ブラックキャビアライトニング（Snitzerland）

- 2016年
  - クラウンオークス（Lasqueti Spirit）

- 2018年
  - ゴールデンスリッパーステークス（Estijaab）

- 2019年
  -  メトロポリタンハンデキャップ（ザ・メトロポリタン）（Come Play With Me）